# 長梗盤花麻
長梗盤花麻（学名：Lecanthus peduncularis）为蕁麻科盤花麻屬下的一个种。